# Lucjan Lis
Lucjan Roman Lis (Bytom, Silèsia, 8 d'agost de 1950 - 26 de gener de 2015) va ser un ciclista polonès que va córrer a finals dels anys 60 i primers dels 70 del segle xx.
El 1972 va prendre part en els Jocs Olímpics de Múnic, en què guanyà una medalla de plata en la contrarellotge per equips, formant equip amb Ryszard Szurkowski, Edward Barcik i Stanisław Szozda.
També destaca la Volta a Polònia de 1973.
El seu fill Lucas també s'ha dedicat al ciclisme professionalment.

## Palmarès
- 1972
  - Vencedor d'una etapa de la Viena-Rabenstein-Gresten-Viena
  -  Medalla de plata als Jocs Olímpics de Múnic en contrarellotge per equips
- 1973
  -  Campió del món de contrarellotge per equips amateur, amb Tadeusz Mytnik, Stanislaw Szozda i Ryszard Jan Szurkowski
  - 1r a la Volta a Polònia i vencedor d'una etapa